# Ципрогептадин
Ципрогептадин — синтетичний препарат, що є похідним піперидину, та належить до антигістамінних препаратів І покоління, для перорального застосування.

## Фармакологічні властивості

Просторова модель молекули

Ципрогептадин — синтетичний препарат, що є похідним піперидину та належить до групи антигістамінних препаратів І покоління. Механізм дії препарату полягає у селективному блокуванні Н1-рецепторів гістаміну, а також блокуванні м-холінорецепторів та серотонінових рецепторів. Ципрогептадин знижує проникність капілярів, попереджує розвиток та полегшує перебіг алергічних реакцій негайного типу. Ципрогептадин має виражений протисвербіжний ефект. Ципрогептадин має помірний седативний ефект. Препарат має здатність зменшувати симптоми мігрені за рахунок вираженої антисеротонінової дії. Ципрогептадин зменшує симптоми, викликані гіперпродукцією серотоніну, при карциноїдних пухлинах. Ципрогептадин блокує підвищену секрецію соматотропіну при акромегалії та адренокортикотропного гормону при хворобі Кушинга. Ципрогептадин стимулює апетит та може застосовуватися у лікуванні нейрогенної анорексії.

### Фармакокінетика
Ципрогептадин швидко та майже повністю всмоктується у шлунково-кишковому тракті, максимальна концентрація в крові досягається протягом 2 годин. Препарат добре зв'язується з білками плазми крові. Ципрогептадин рівномірно розподіляється в тканинах організму. Препарат добре проникає через гематоенцефалічний бар'єр. Ципрогептадин проникає через плацентарний бар'єр та виділяється в грудне молоко. Метаболізується ципрогептадин у печінці з утворенням неактивних метаболітів. Виводиться ципрогептадин із організму переважно нирками, частково виводиться з калом у незміненому вигляді. Період напіввиведення препарату становить 16 годин, при порушеннях функції печінки та нирок цей час може збільшуватися.

## Показання до застосування
Ципрогептадин застосовується при гострій і хронічна кропив'янці, набряку Квінке, полінозі, сироватковій хворобі, алергічному та контактному дерматиті, свербінні шкіри, алергічному та вазомоторному риніті,екземі; алергічних реакціях, спричинених укусами комах, переливанням крові, лікарськими засобами або введенням рентгеноконтрастних засобів. Ципрогептадин може застосовуватися також у лікуванні мігрені, анорексії, кахексії та у комплексному лікуванні хронічного панкреатиту і бронхіальної астми.

## Побічна дія
При застосуванні ципрогептадину найчастішим побічним ефектом є сонливість. Частіше можуть також спостерігатися сухість у роті, нудота, висипання на шкірі. Рідко спостерігають наступні побічні ефекти:
- Алергічні реакції — кропив'янка, набряк Квінке, анафілактичний шок.
- З боку травної системи — блювання, втрата апетиту, біль в епігастрії, діарея або запор, холестаз, гепатит, жовтяниця, печінкова недостатність.
- З боку нервової системи — запаморочення, сплутаність свідомості, втрата свідомості, порушення координації рухів, порушення акомодації, диплопія, галюцинації, збуджений стан, тремор, дратівливість, безсоння, парестезії, головний біль, агресія, судоми, шум у вухах.
- З боку серцево-судинної системи — артеріальна гіпотензія, тахікардія, екстрасистолія.
- З боку сечостатевої системи — частий сечопуск, затримка сечі, поллакіурія.
- Зміни в лабораторних аналізах — гемолітична анемія, лейкопенія, агранулоцитоз, тромбоцитопенія.

## Протипокази
Ципрогептадин протипоказаний при підвищеній чутливості до препарату, глаукомі, аденомі передміхурової залози, затримці сечопуску, стенозі пілоричного відділу шлунку, вагітності та годуванні грудьми, при одночасному застосуванні інгібіторів моноамінооксидази. Ципрогептадин не застосовується у дітей молодших 2 років.

## Форми випуску
Ципрогептадин випускається у вигляді таблеток по 0,004 г та 0,04 % сиропу для прийому всередину по 100 мл у флаконі.